# Szymanówek (powiat wołomiński)
Szymanówek – wieś w Polsce, w województwie mazowieckim, w powiecie wołomińskim, w gminie Tłuszcz.
Do 2023 miejscowość była częścią wsi Mokra Wieś.
Administracyjnie Szymanówek jest odrębnym sołectwem.
W latach 1975–1998 miejscowość położona była w województwie ostrołęckim.
Wierni Kościoła rzymskokatolickiego należą do parafii św. Stanisława w Postoliskach.